# Porcelana de Augarten

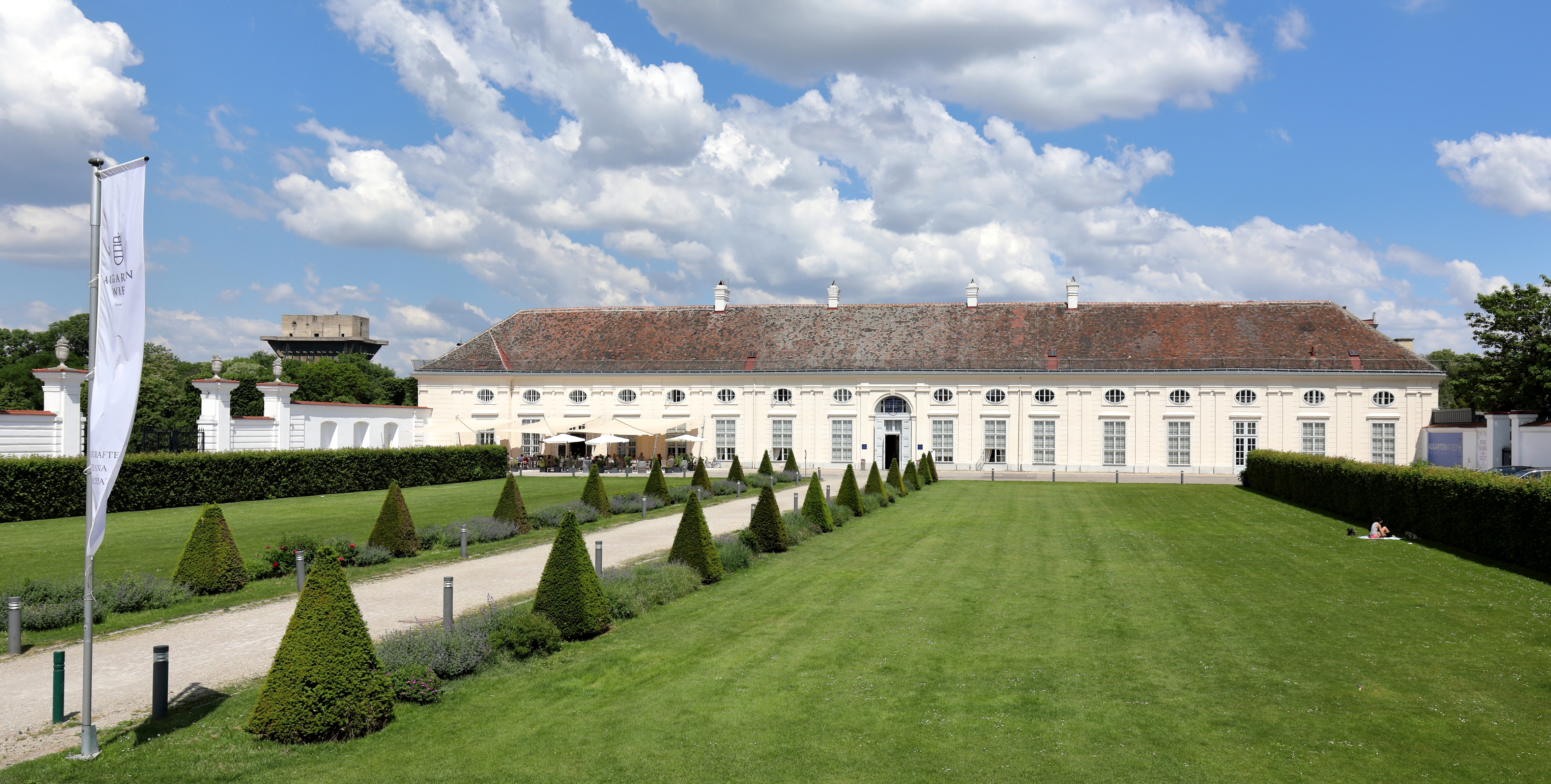
La fábrica de porcelana de Augarten, en Viena, Austria.

La porcelana de Augarten (Porzellanmanufaktur Augarten) es una manufactura real para la fabricación de porcelana, que se fundó en el palacio de Augarten, en Leopoldstadt, a las afueras de Viena.
Con privilegio otorgado por el emperador a Claudius Innocentius du Paquier en 1718, es, tras la porcelana de Meissen, la segunda fábrica de porcelana más antigua de Europa. Desde 1744, Augarten lleva como logo comercial un escudo con las armas de los Archiduques de Austria.

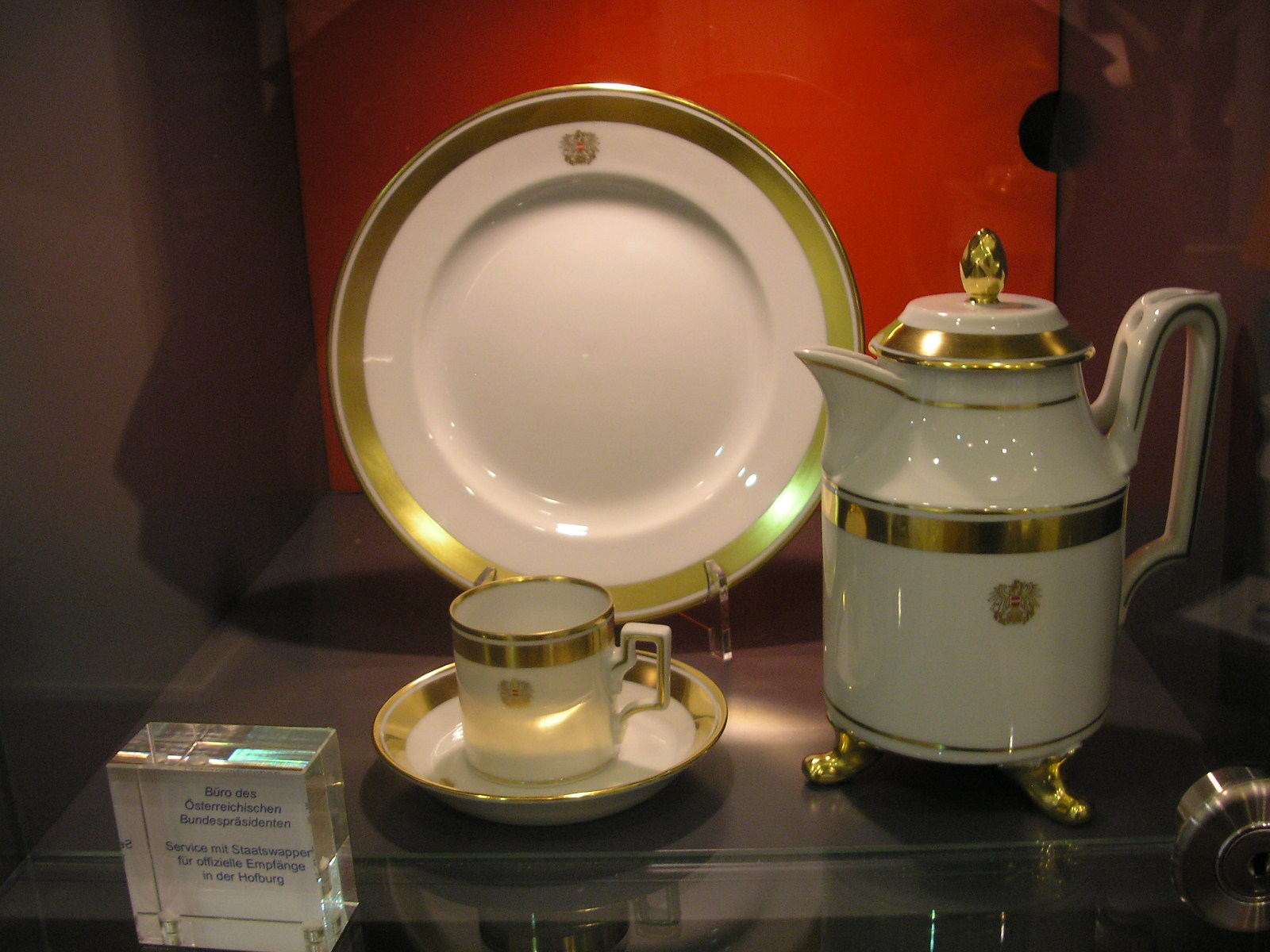
Juego de mesa para las celebraciones oficiales de la Presidencia Federal de Austria.